# オン・ア・ナイト・ライク・ディス
「オン・ア・ナイト・ライク・ディス」 (On a Night Like This) は、オーストラリアのシンガーソングライターであるカイリー・ミノーグの楽曲である。

## 発表
「オン・ア・ナイト・ライク・ディス」は7枚目のアルバム『ライト・イヤーズ』からの2ndシングルとしてカットされた。原曲はパンドラが1999年に発表したアルバム『ノー・リグレッツ』に収録していたアルバム曲である。

## ヒット
この曲はシドニーオリンピックの閉会式に出演した際に『ダンシング・クイーン (ABBAのカヴァー)』とともに披露され一躍知名度を上げた。オーストラリアでは前作『スピニング・アラウンド』に引き続きの1位を獲得、イギリスでも第2位まで上昇した。

## トラック・リスト
- オーストラリア CD1

1. "On a Night Like This" — 3:32
2. "On a Night Like This" [Rob Searle Mix] — 7:58
3. "On a Night Like This" [Motiv8 Nocturnal Vocal Mix] — 7:31
4. "On a Night Like This" [Bini and Martini Club Mix] — 6:34
5. "On a Night Like This" [Video]

- UK CD1

1. "On a Night Like This" — 3:32
2. "Ocean Blue" — 4:22
3. "Your Disco Needs You" [Almighty Mix] — 8:22
4. "On a Night Like This" [Enhanced Video]

- ヨーロッパ CD1/オーストラリア CD2

1. "On a Night Like This" — 3:32
2. "Ocean Blue" — 4:22
3. "Your Disco Needs You" [Almighty Mix] — 8:22
4. "On a Night Like This" [Halo Mix] — 8:05

- UK CD2

1. "On a Night Like This" — 3:32
2. "On a Night Like This" [Rob Searle Mix] — 7:58
3. "On a Night Like This" [Motiv8 Nocturnal Vocal Mix] — 7:31

- ヨーロッパ CD3

1. "On a Night Like This" — 3:32
2. "Ocean Blue" — 4:22
3. "On a Night Like This" [Video]

## カバー
Anna Vissi が2000年の初頭にカヴァーした。